# Anaphe perobscura
Anaphe perobscura är en fjärilsart som beskrevs av Emilio Berio 1937. Anaphe perobscura ingår i släktet Anaphe och familjen tandspinnare. Inga underarter finns listade i Catalogue of Life.